# From the Inside (Lied)
From the Inside (englisch für aus dem Inneren) ist ein Lied der US-amerikanischen Nu-Metal-Band Linkin Park. Der Song ist die vierte Singleauskopplung ihres zweiten Studioalbums Meteora und wurde am 12. Januar 2004 veröffentlicht.

## Inhalt
From the Inside ist aus der Perspektive des lyrischen Ichs geschrieben, das nicht mehr weiß, wem es vertrauen kann, da es von einer wichtigen Bezugsperson belogen und betrogen wurde. Es spricht sich selbst Mut zu, dass es nie wieder auf diese Person hereinfallen und ihr nicht mehr vertrauen werde. Mike Shinoda rappt seinen Teil des Texts, während Chester Bennington singt und schreit.

“Take everything from the inside

And throw it all away

’Cause I swear, for the last time

I won’t trust myself with you”

## Produktion
Der Song wurde von dem US-amerikanischen Musikproduzenten Don Gilmore in Zusammenarbeit mit Linkin Park produziert. Die Linkin-Park-Mitglieder fungierten zudem als Autoren.

## Musikvideo
Bei dem zu From the Inside gedrehten Musikvideo führte Linkin-Park-DJ Joe Hahn Regie. Es wurde im September 2003 in Prag aufgenommen und verzeichnet auf YouTube über 145 Millionen Aufrufe (Stand Juli 2023). Das Video zeigt Ausschreitungen einer randalierenden Menschenmenge in der Stadt, die auf Polizisten trifft, welche wiederum Schilde, Helme und Schlagstöcke tragen. In der Menge laufen Chester Bennington und Mike Shinoda und singen den Text des Liedes, während es zu Chaos, Schlägereien und Bränden kommt. Unter den Menschen befindet sich auch ein Junge, der während des Refrains beginnt zu schreien, woraufhin Steine durch die Luft fliegen und alle anderen Personen umfallen. Gegen Ende des Videos blickt das Kind auf die Zerstörung, lächelt und schreit erneut.

## Single

### Covergestaltung
Das Singlecover ist in dunkelblauen Farbtönen gehalten und zeigt jeweils mehrere Porträtfotos der Bandmitglieder. Im oberen Teil des Covers befinden sich die weißen Schriftzüge Linkin Park und From the Inside.

### Titelliste
1. From the Inside – 2:53
2. Runaway (live) – 3:07
3. From the Inside (live) – 3:00

### Chartplatzierungen
From the Inside stieg am 26. Januar 2004 auf Platz 35 in die deutschen Singlecharts ein und belegte in den folgenden Wochen die Ränge 48 und 56. Insgesamt war es sieben Wochen in den Top 100 vertreten. Weitere Chartplatzierungen gelangen unter anderem in Italien, Frankreich, Australien, der Schweiz und Österreich. In den Vereinigten Staaten und im Vereinigten Königreich konnte es sich dagegen nicht platzieren.
| ChartsChartplatzierungen | Höchstplatzierung | Wochen |
| ------------------------ | ----------------- | ------ |
| Deutschland (GfK)        | 35 (7 Wo.)        | 7      |
| Österreich (Ö3)          | 42 (6 Wo.)        | 6      |
| Schweiz (IFPI)           | 38 (7 Wo.)        | 7      |

### Auszeichnungen für Musikverkäufe
| Land/Region                  | Auszeichnungen für Musikverkäufe (Land/Region, Auszeichnung, Verkäufe) | Verkäufe |
| ---------------------------- | ---------------------------------------------------------------------- | -------- |
| Neuseeland (RMNZ)            | Gold                                                                   | 15.000   |
| Vereinigtes Königreich (BPI) | Silber                                                                 | 200.000  |
| Insgesamt                    | 1× Silber · 1× Gold ·                                                  | 215.000  |

Hauptartikel: Linkin Park/Auszeichnungen für Musikverkäufe